# Frederick Humphreys (Mediziner)

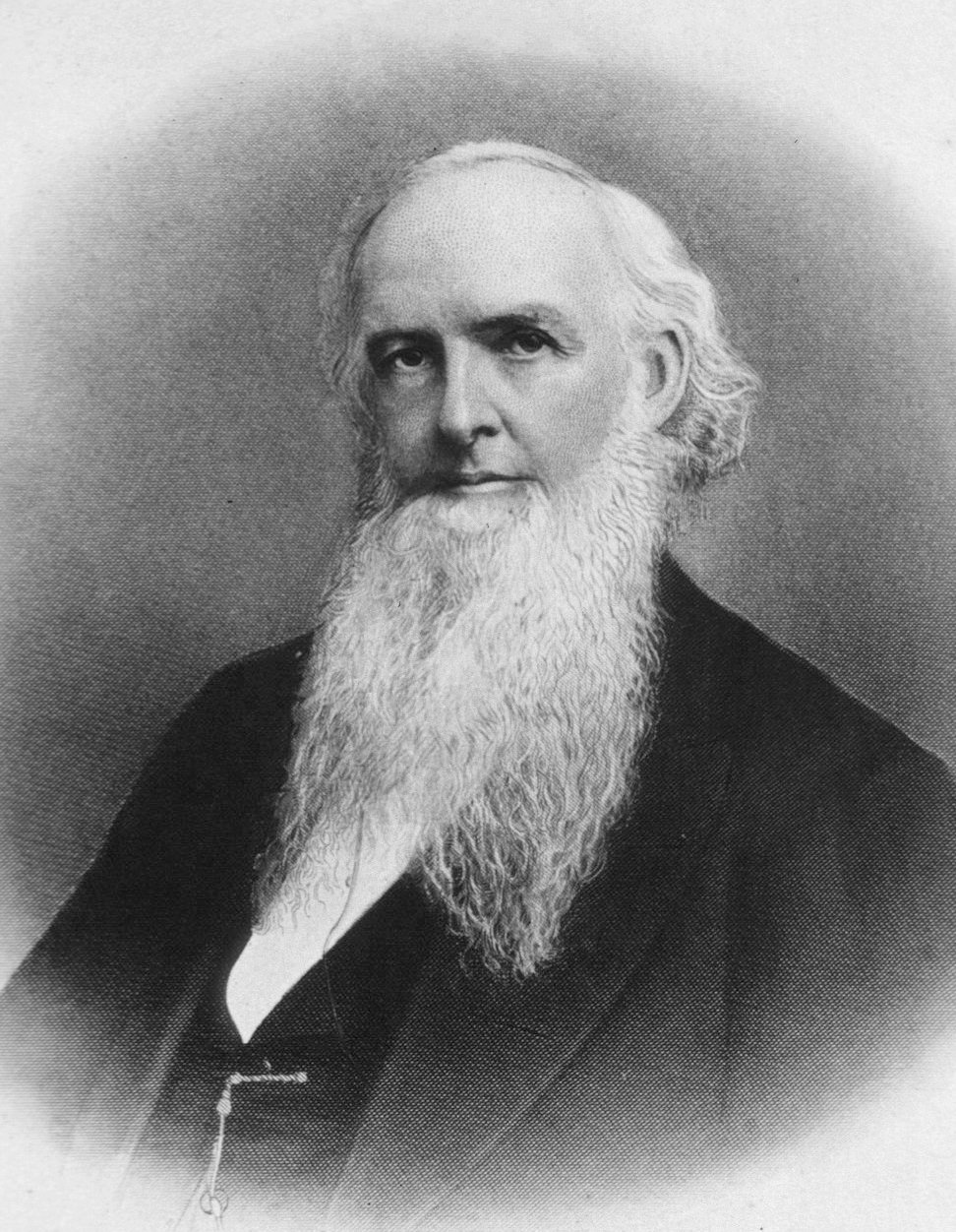
Frederick Humphreys

Frederick Humphreys (* 11. März 1816 in Marcellus, New York; † 18. Juli 1900, Monmouth Beach, New Jersey) war ein US-amerikanischer Homöopath und Gründer der Humphreys Homoeopathic Medicine Co., welche bis heute (Stand 2012) als Humphreys Pharmacal Inc. weiterexistiert.
Humphreys war außerdem der Mitbegründer der Central New York Homoeopathic Medical Society, aus welcher später die New York State Homoeopathic Medical Society hervorging. Er war darüber hinaus zeitweilig der Vorsitzende des Bureau for the Augmentation and Improvement of the Materia Medica innerhalb des American Institute of Homeopathy und Vorsitzender des homöopathischen Instituts an seiner ehemaligen Schule, dem Pennsylvania Homoeopathic Medical College.

## Herkunft
Frederick Humphreys war der Sohn von Erastus Humphreys und stammte aus einer sehr alteingesessenen und einflussreichen US-amerikanischen Familie, welche quasi seit Anbeginn der britischen Kolonisation Nordamerikas auf dem Kontinent ansässig war.

Angeblich kann die Familie Humphreys ihre Herkunft bis zu Wilhelm dem Eroberer zurückverfolgen.

## Leben
1823 zog die Familie Humphreys nach Auburn im Staat New York, wo der junge Frederick aufwuchs und zunächst an der Auburn Academy durch den Quäker Josiah Underhill unterrichtet wurde.
Für zwei Jahre, von seinen vierzehnten bis sechzehnten Lebensjahr, verdingte sich Humphreys dann nach abgeschlossener Schulausbildung als Angestellter in einem Geschäft, bevor er zusammen mit seinem Onkel und seinem Bruder nach Süden zog, um dort diversen Geschäften nachzugehen.
1837 kehrte Humphreys nach New York zurück, wo sein Vater inzwischen eine Farm erworben hatte. Im gleichen Jahr heiratete er dort Cornelia E. Palmer und zog mit ihr nach Chillicothe in Ohio in die Nähe seiner Schwiegereltern. Durch seinen Schwiegervater kam Humphreys unter den starken Einfluss der bischöflichen Methodistenkirche.
Humphreys’ Ehefrau verstarb bereits 1839 und Humphreys kehrte daraufhin nach Auburn zurück, wo er für ganze fünf Jahre ein Leben als Wanderprediger unter prekären Existenzbedingungen führte. 1844 zog er schließlich nach Utica um und gab das Predigen auf. Stattdessen arbeitete Humphreys ab sofort mit seinem Vater auf dem Gebiet der Medizin zusammen.
1843 heiratete Humphreys Frances Maria Jefferson Sperry, eine Tochter von Alvah Jefferson und Maria Polly Tuttle Sperry aus Ludlowville (New York), mit der er 4 Kinder hatte.
Ab 1848 studierte Humphreys Homöopathie am Pennsylvania Homoeopathic Medical College in Philadelphia, wo er von Constantine Hering ausgebildet wurde. 1850 erhielt Humphreys die Doktorwürde in homöopathischer Medizin.
1853 zog Humphreys nach New York City, um mit seinem Vater im homöopathischen Bereich tätig zu werden und sehr schnell nahm er eine Führungsrolle innerhalb der homöopathischen Kreise der Stadt ein. Im gleichen Jahr gründete er sein Unternehmen The Humphreys Homoeopathic Medicine Co., welches mit homöopathischen Medikamenten handelte.

Humphreys trug maßgeblich zur Gründung der Central New York Homoeopathic Medical Society bei, aus welcher später die New York State Homoeopathic Medical Society hervorging. Humphreys wurde bald zum Vorsitzenden des Bureau for the Augmentation and Improvement of the Materia Medica innerhalb des American Institute of Homeopathy ernannt. Später wurde er auch Vorsitzender des homöopathischen Instituts an seiner ehemaligen Schule, dem Pennsylvania Homoeopathic Medical College, und unterrichtete dort für drei Jahre.
Humphreys widmete sich ab 1854 sehr stark diversen Kombinationen von herkömmlicher Medizin mit Homöopathie, die seines Erachtens für die Heilung bestimmter Erkrankungen und Leiden ein großes Potential mitbrachten. Diesbezüglich produzierte und vertrieb Humphreys mit seinem Unternehmen The Humphreys Homoeopathic Medicine Co. selbst entwickelte Medikamente, welche zwar ähnliche Symptome wie die zu behandelnde Krankheit hervorriefen, den Körper jedoch auf diesem Wege zur körpereigenen Heilung dieser Krankheit stimulierten. Diese Medikamente nannte Humphreys „Homeopathic Specifics“ (dt. homöopathische Besonderheiten).
Aufgrund dieser Unternehmungen von Humphries kam es letztendlich zum Bruch mit seiner Schule sowie mit nahezu all seinen beruflichen Unterstützern, Freunden und Gefährten, welche ihn mehrheitlich einen Betrüger und Quacksalber schimpften.
Nach rund 25 Jahren, die aufgrund fehlender Unterstützung aus homöopathischen Kreisen relativ schwierig waren, gelang es Frederick Humphreys letztendlich, seine The Humphreys Homoeopathic Medicine Co. erfolgreich auf dem Markt zu etablieren. Das Unternehmen existiert bis heute als Humphreys Pharmacal Inc. weiter und vertreibt weltweit nach eigenen Rezepturen hergestellte homöopathische Medikamente.

## Publikationen
Bereits neben seinem Studium verfasste Humphreys wissenschaftlich-medizinische Publikationen und machte auch später durch diverse Veröffentlichungen auf sich aufmerksam.
Zusammen mit seinem Vater verfasste Humphreys mehrere Abhandlungen für die New York Times, welche sich mit den damals noch relativ neuen Methoden der Homöopathie auseinandersetzten. Darüber hinaus schrieb Humphries u. a. „The Cholera, and its Homoeopathic Treatment“ (dt. Die Cholera und ihre homöopathische Behandlung) sowie eine Einzelabhandlung zur homöopathischen Behandlung von Durchfall. Weit wichtiger war aber sein Werk „Proving of the Apis Mellifica, or Poison of the Honey Bee“ (dt. Die Prüfung des Apis Mellifica, oder des Giftes der Honigbiene). Das bekannteste Werk von Frederick Humphreys bleibt aber seine „History of the Humphreys Family“ (dt. Die Geschichte der Familie Humphreys), welche 1883 veröffentlicht wurde.

## Kinder
Mit seiner zweiten Ehefrau, Frances Maria Jefferson Sperry, hatte Frederick Humphreys 4 Kinder.

## Sonstiges
Frederick Humphreys zeigte sich zeitlebens als kirchlich sehr aktiv. Die Etablierung der bischöflichen Methodistenkirche in West Utica wurde von ihm finanziell unterstützt. Außerdem unterstützte Humphreys die Trinity Church in Asbury Park und war 14 Jahre lang deren Vorsteher.
Sein Enkel Frederick Erastus Humphreys (1883–1941) war einer der drei ersten Militärpiloten, welche von den Gebrüdern Wright im Fliegen unterrichtet wurden und der erste, der einen Soloflug absolviert hat.